# Porostov
Porostov (in ungherese: Porosztó) è un comune della Slovacchia facente parte del Distretto di Sobrance, nella regione di Košice.